# Carol Channing
Carol Elaine Channing (Seattle, Washington, 31 de enero de 1921-Rancho Mirage, California, 15 de enero de 2019) fue una actriz, cantante y comediante estadounidense. Se hizo especialmente conocida por su participación en obras teatrales de Broadway. 
Inició su carrera en el teatro, continuando posteriormente en la televisión y en el cine, donde actuó en diez películas. Desde la década de 1950 se destacó con su trabajo en Broadway, interviniendo en populares comedias musicales como Los caballeros las prefieren rubias y Hello, Dolly!, entre otras.
También incursionó como bailarina y, a partir de la década de 1960, realizó múltiples apariciones en programas de televisión. En cine, por su parte, actuó junto a Julie Andrews y Mary Tyler Moore en Thoroughly Modern Millie (1967), de George Roy Hill, por la que fue nominada a un premio Óscar. Sus últimas actuaciones incluyen una participación en el ciclo televisivo The Nanny.

## Biografía

### Infancia y comienzos profesionales
Fue la hija única de George Channing y Carol Gleaser. Su padre fue un periodista que se trasladó de trabajo y se llevó a su familia a San Francisco cuando ella tenía solo dos semanas.
Estuvo en Aptos Junior High School, donde conoció al joven armenio-estadounidense Harry Kullijian, de quien se enamoró. Perdieron contacto cuando ella fue a Lowell High School en San Francisco. En Lowell, Channing fue miembro de la afamada Lowell Forensic Society, el equipo de debate más antiguo de los institutos de la nación.
De acuerdo con las memorias de Channing, cuando ella dejó su hogar para estudiar en Bennington College en Vermont, su madre le informó de que su padre no había nacido en Rhode Island como ella creía sino en Augusta, Georgia descendiente de un padre germano-americano y madre afroamericana. Según palabras de Channing, su madre se lo contó para que no se sorprendiese en caso de que "llegase a tener un bebé negro". Channing guardó el secreto para evitar problemas en Broadway y en Hollywood, finalmente solo lo reveló en su autobiografía, Just Lucky I Guess, publicada en 2002 cuando ella tenía 81 años. La autobiografía de Channing contenía una fotografía de su madre, pero no tenía ninguna foto de su padre o hijo. Su libro al igual que la partida de nacimiento de su padre se perdió en un incendio.
Channing fue introducida a los escenarios mientras hacía trabajos en la iglesia para su madre. En 2005 concedió una entrevista a Austin Chronicle donde contó su experiencia:

Mi madre me dijo, "Carol, te gustaría ayudarme a distribuir Christian Science Monitor entre los bastidores de los teatros de San Francisco?". Y yo le dije "Muy bien, te ayudaré. No sé qué edad tenía entonces". Debía tener pocos. Estuvimos esperando entre la puerta de bastidores (del teatro Curran) y no podía acceder a bastidores. Fue mi madre y la abrió con mucha facilidad. De todos modos, mi madre esperó a que pusieran los monitores justo donde se supone que irían los actores, el reparto y los músicos, y me dejó en paz. Estuve allí de pie y comprendí —Nunca olvidaré aquello porque me hizo sentir fuerte— Esto es un templo. Esto es una catedral. Es una mezquita. La madre de todas las iglesias. Esto es para la gente que fue a la creación y a ver aquellos que recrearon la obra. Estuve de pie allí y fui a besar a los entarimados".
Carolo Channing.

El primer trabajo de Channing en los escenarios de Nueva York fue con la obra de Marc Blitzstein "No For an Answer" con quien consiguió dos actuaciones especiales de Domingo empezando el 5 de enero de 1941 en Mecca Temple (posteriormente llamado New York's City Center).

### Consagración artística

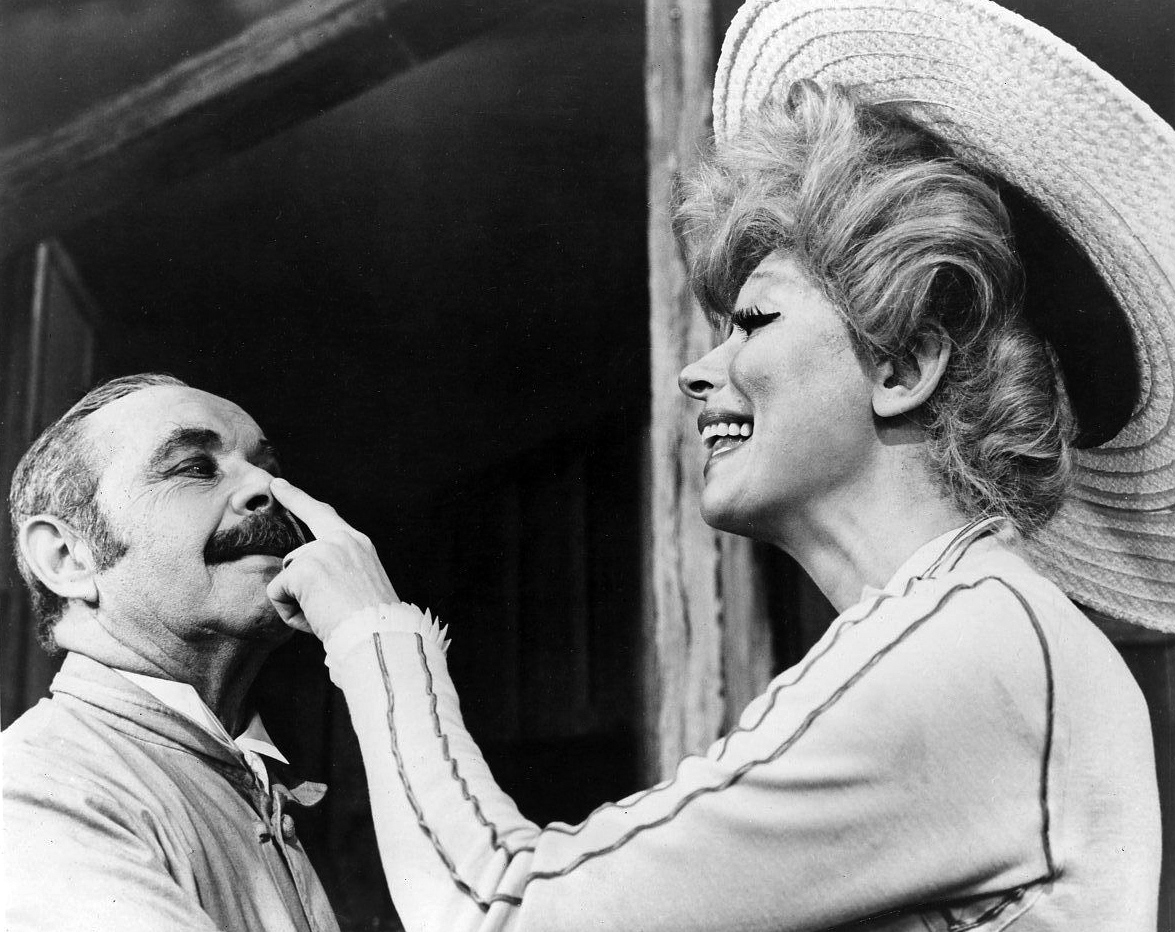
Channing junto a David Burns durante la realización de la pieza teatral Hello, Dolly!, en 1964.

Channing se trasladó a Broadway para actuar en Let's Face It donde fue la sustituta de Eve Garden. Décadas después interpretaría "Dolly".
Cinco años después, Channing tuvo un papel destacado en el musical, Lend an Ear. Fue descubierta por la escritora Anita Loos y elegida para el reparto de Los caballeros las prefieren rubias interpretando a Lorelei Lee, el papel le dio prominencia. (Su firma de presentación desde la producción fue Diamon Are a Girl's Best Friends.) La imagen personal de Channing al igual que su personaje se define: Simultáneamente inteligente y simpática todavía, ingeniosa y mundana.

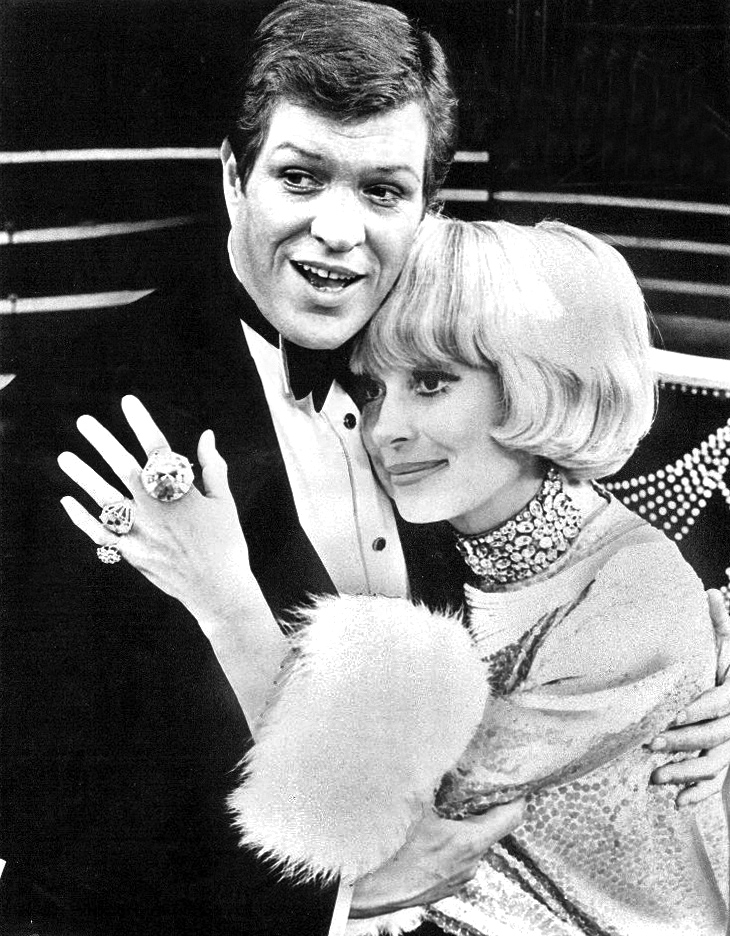
Channing junto a Peter Palmer en el musical Lorelei (1973).

Channing se volvió una prominencia nacional como la estrella de Hello, Dolly! De Jerry Herman nunca renunció a ninguna interpretación durante su carrera, atribuyendo su buena salud a su fe cristiana. Su actuación hizo que ganara un Tony Award a la mejor actriz en un musical, en un año cuando su competidora principal fue Barbra Streisand por Funny Girl. Se mostró realmente decepcionada cuando Streisand, quien muchos creían que era demasiado joven para el papel, firmó para interpretar el papel de Dolly Levi en la película, compartiendo cartel con Walter Matthau y Michael Crawford.
Volvió a interpretar el papel de Lorelei Lee en el musical Lorelei. También apareció en dos reestrenos de Hello, Dolly!, e hizo una gira por todo Estados Unidos. También ha aparecido en numerosas películas, incluyendo la película de culto Skidoo y Thoroughly Modern Millie, junto a Julie Andrews y Mary Tyler Moore. Por Millie, Channing recibió una nominación de la Academy Award a la mejor actriz secundaria y galardonada con un globo de oro a la mejor actriz secundaria.
En 1966 ganó el Sarah Siddons Award por su actuación en el teatro de Chicago, durante su carrera filmográfica realizó también varios cameos y fue actriz de doblaje en dibujos. Uno de sus papeles más conocidos como actriz de voz fue Canina LeFur en la serie de Disney Chip 'N Dale.
Channing fue galardonada por su larga trayectoria con un Tony Award en 1995, y obtuvo un doctorado honorario en bellas artes por la universidad estatal de California, Stanislaus en 2004. el mismo año, recibió el premio Oscar Hammerstein Award por su larga trayectoria en teatro musical. Ella y su marido están activos en promover la educación artística en las escuelas Californianas.

### Últimos trabajos
En enero de 1986, Channing emprendió junto a Mary Martin una gira por Estados Unidos con la obra teatral Legends, que culminó a comienzos de 1987 en la ciudad de Miami, Florida, tras más de 300 presentaciones. 
En 1993, la actriz realizó una aparición a modo de cameo en un capítulo de la primera temporada de la comedia de situación The Nanny (en el episodio titulado "Smoke Gets in Your Lies") donde se interpretó a sí misma. A esta presentación le siguieron otras apariciones especiales en otras series televisivas, como The Bold and the Beautiful y Touched by an Angel. Asimismo, prestó su voz a varias series animadas, entre las que se hallan: The Addams Family (entre 1992 y 1993), Where's Waldo? (en 1993), 2 Stupid Dogs (en 1993) y The Magic School Bus (en 1994).
En 1995, Channing recibió un premio Tony en reconocimiento de su trayectoria profesional. Se retiró del teatro luego de protagonizar una nueva reposición del musical Hello, Dolly! en Broadway (en el teatro Lunt-Fontanne), entre octubre de 1995 y enero de 1996. Tiempo más tarde prestó su voz a uno de los personajes principales de la película de Disney The Brave Little Toaster Goes to Mars, la cual estuvo basada en el libro de cuentos homónimo publicado por Thomas Disch. Allí trabajó junto a Alan King, DeForest Kelley, Jessica Tuck, Deanna Oliver, Eric Lloyd, Thurl Ravenscroft y Timothy Stack.

### Vida personal
Channing se casó en cuatro ocasiones. Su primer marido, Theodore Naidish fue un escritor, el segundo, Alexander Carson fue central en el club de fútbol canadiense Ottawa Rough Riders. Ellos tuvieron un hijo, quien tomó el apellido de su padrastro y ahora nominado a un Premio Pulitzer como publicador de viñetas bajo el nombre de Chan Lowe. En 1956 se casó con su mánager y publicista Charles Lowe. Estuvieron casados 42 años, pero acabó divorciándose en 1998. murió antes de que el proceso de divorcio concluyera. Después de la muerte de Lowe y hasta su cuarto matrimonio, el compañero de la actriz fue Roger Denny, un decorador interiorista.
En 2003, contrajo matrimonio con Harry Kullijian, su cuarto marido y antiguo novio del instituto, quien se reunió con ella después de que ella le mencionase tenerlo en su memoria. Los dos fueron compañeros en el instituto Aptos Middle School, en beneficio para la escuela. En el Lowell High School se renombró el auditorio por el de "The Carol Channing Theatre" en su honor. La ciudad de San Francisco proclamó el 25 de febrero de 2002 como "el día de Carol Channing" por su defensa de los derechos de los gais y su aparición en el desfile del orgullo gay en Hollywood. Compartió escenario con Richard Skipper, conocido como "Carol Channing Tribute Artist" (Tributo artístico a Carol Channing). Skipper recientemente realizó una obra benéfica para The Dr. Carol Channing-Harry Kullijian Endowment For The Arts. Donde estudiaron Channing y Harry
Falleció el día 15 de enero de 2019 en Rancho Mirage, California (Estados Unidos) a los 97 años.

## Obras teatrales
- No For an Answer (5 y 11 de enero de 1941).
- Let's Face It! (29 de octubre de 1941 - 20 de marzo de 1943) (sustituye a Eve Arden).
- Proof Through the Night (25 de diciembre de 1942 - 2 de enero de 1943).
- Lend an Ear (16 de diciembre de 1948 - 21 de enero de 1950).
- Gentlemen Prefer Blondes (8 de diciembre de 1949 - 15 de septiembre de 1951).
- Wonderful Town (25 de febrero de 1953 - 3 de julio de 1954) (reemplazando a Rosalind Russell).
- The Vamp (10 de noviembre - 31 de diciembre de 1955).
- Show Girl (12 de enero - 8 de abril de 1961).
- Hello, Dolly! (16 de enero de 1964 - 27 de diciembre de 1970) (abandonó el programa en 1967).
- Four on a Garden (30 de enero - 20 de marzo de 1971).
- Lorelei (27 de enero - 3 de noviembre de 1974).
- Julie's Friends at the Palace (19 de mayo de 1974) (Actuación benéfica).
- Hello, Dolly! (15 de marzo - 19 de julio de 1978) (reestreno).
- Legends! (7 de enero de 1986 - 18 de enero de 1987) (Gira nacional).
- Hello, Dolly! (19 de octubre de 1995 - 28 de enero de 1996) (reestreno; farewell tour).

## Filmografía
- Paid in Full (1950)
- The First Traveling Saleslady (1956)
- All About People (1967) (corto) (narradora)
- Millie, una chica moderna (1967)
- Skidoo (1968)
- Shinbone Alley (1971) (voz)
- Sgt. Pepper's Lonely Hearts Club Band (1978) (Cameo)
- Alicia en el país de las maravillas (1985)
- Chip y Chop, Los guardianes rescatadores (1989) (voz)
- Happily Ever After (1993) (voz)
- Thumbelina (1994) (voz)
- Homo Heights (1998)
- La tostadora valiente va a Marte (1998) (voz) (direct-to-video)
- Broadway: The Golden Age, by the Legends Who Were There (2003) (documental)
- Padre de familia:(voz) (2006)